# Wahlbezirk Salzburg 7
Der Wahlbezirk Salzburg 7 war ein Wahlkreis für die Wahlen zum Abgeordnetenhaus im österreichischen Kronland Salzburg. Der Wahlbezirk wurde 1907 mit der Einführung der Reichsratswahlordnung geschaffen und bestand bis zum Zusammenbruch der Habsburgermonarchie.

## Geschichte
Nachdem der Reichsrat im Herbst 1906 das allgemeine, gleiche, geheime und direkte Männerwahlrecht beschlossen hatte, wurde mit 26. Jänner 1907 die große Wahlrechtsreform durch Sanktionierung von Kaiser Franz Joseph I. gültig. Mit der neuen Reichsratswahlordnung schuf man insgesamt 516 Wahlbezirke, wobei mit Ausnahme Galiziens in jedem Wahlbezirk ein Abgeordneter im Zuge der Reichsratswahl gewählt wurde. Der Abgeordnete musste sich dabei im ersten Wahlgang oder in einer Stichwahl mit absoluter Mehrheit durchsetzen. Der Wahlkreis Salzburg 7 umfasste die Gerichtsbezirke folgende Gerichtsbezirke, wobei die von den Gerichtsbezirken ausgenommenen Gemeinden zusammen mit weiteren Gemeinden im Wahlbezirk 3 zusammengefasst wurden:
- Gerichtsbezirk Gastein (ohne Hofgastein bzw. die Ortschaft Badgastein)
- Gerichtsbezirk Lofer (ohne Lofer)
- Gerichtsbezirk Mittersill (ohne Mittersill)
- Gerichtsbezirk Saalfelden (ohne Saalfelden)
- Gerichtsbezirk Taxenbach (ohne Taxenbach, Rauris)
- Gerichtsbezirk Zell am See (ohne Zell am See)

Aus der Reichsratswahl 1907 ging Viktor von Fuchs (Christlichsoziale Partei) als Sieger hervor, wobei er sich mit 68 Prozent klar gegen seine Gegenkandidaten von den Sozialdemokraten bzw. der Deutsch-Konservativen Volkspartei durchsetzen konnte. Mit 72 Prozent konnte er sein Mandat schließlich auch bei der Reichsratswahl 1911 deutlich verteidigen.  Zweitstärkste Partei im Wahlkreis war jeweils die Deutsch-Konservative Volkspartei bzw. deren Nachfolgepartei der Deutschfreiheitlich Volksbund, dahinter folgten die Sozialdemokraten.

## Wahlen

### Reichsratswahl 1907
Die Reichsratswahl 1907 wurde am 14. Mai 1907 durchgeführt. durchgeführt. Die Stichwahl entfiel auf Grund der absoluten Mehrheit für Franz Heilmayer im ersten Wahlgang.
| Kandidat                                                                   | Partei                             | Wahlkreisstimmen | Prozent |
| -------------------------------------------------------------------------- | ---------------------------------- | ---------------- | ------- |
| Viktor von Fuchs                                                           | Christlichsoziale Partei           | 4185             | 62,7 %  |
| J. Haider                                                                  | Deutsch-Konservative Volkspartei   | 1575             | 23,6 %  |
| Jakob Viehauser                                                            | Sozialdemokratische Arbeiterpartei | 848              | 12,7 %  |
|                                                                            | Sonstige                           | 66               | 1,0 %   |
| Wahlberechtigte: 7161, Ungültige/Leere Stimmen: 91, Wahlbeteiligung:94,5 % |                                    |                  |         |

### Reichsratswahl 1911
Die Reichsratswahl 1911 wurde am 13. Juni 1911 durchgeführt. Die Stichwahl entfiel auf Grund der absoluten Mehrheit für Franz Heilmayer im ersten Wahlgang.
| Kandidat                                                                     | Partei                             | Wahlkreisstimmen | Prozent |
| ---------------------------------------------------------------------------- | ---------------------------------- | ---------------- | ------- |
| Viktor von Fuchs                                                             | Christlichsoziale Partei           | 3988             | 62,0 %  |
| Johann Kaiser                                                                | Deutschfreiheitlicher Volksbund    | 1421             | 22,1 %  |
| Jakob Viehauser                                                              | Sozialdemokratische Arbeiterpartei | 916              | 14,2 %  |
|                                                                              | Sonstige                           | 109              | 1,7 %   |
| Wahlberechtigte: 7282, Ungültige/Leere Stimmen: 158, Wahlbeteiligung: 90,5 % |                                    |                  |         |